# Богдан Алексов
Богдан Петков Алексов или Алексиев е български революционер, деец на Вътрешната македоно-одринска революционна организация.

## Биография
Богдан Алексов е роден в 1869 година в паланечкото българско село Ветуница, тогава в Османската империя, днес в Северна Македония. В 1900 година се присъединява към ВМОРО и участва дейно в Илинденско-Преображенското въстание през лятото на 1903 година. При избухването на Балканската война в 1912 година е доброволец в Македоно-одринското опълчение и служи като подофицер във 2-ра рота на 2-ра скопска дружина. През Междусъюзническата война е ранен в сражението при Емирица в Осогово.
Взима участие в Първата световна война, като служи в 7-ма рота, 59-ти пехотен полк като щатен подофицер. Носител на орден „За храброст“ IV степен от Първата световна война. За сражението при Криволак получава и орден „За храброст“ III степен. В 1917 година е прекомандирован в Моравската военноинспекционна област като командир на 10-ти планински взвод, където останава до края на войната. Носител е и на германски орден.
След войната се връща във върнатото на Сърбия Паланечко, за да уреди имотите си, но е арестуван от властите и осъден да плати 200 000 лева и да лежи 5 години затвор, от които лежи 4.
Членува в Илинденската организация. На 26 февруари 1943 година като жител на Крива паланка, подава молба за българска народна пенсия, която е одобрена и пенсията е отпусната от Министерския съвет на Царство България.